# Індекс критичної точки
Індекс критичної точки {\displaystyle x} для функції {\displaystyle F(x)}, визначеної на многовиді M, називається максимальна розмірність підпросторів дотичного розшарування {\displaystyle T_{x}(M)}, на яких гессіан {\displaystyle d^{2}F(x)} негативно визначений. Іншими словами, індекс критичної точки дорівнює числу негативних квадратів гессіана після приведення {\displaystyle d^{2}F(x)} до діагонального вигляду.